# Leuven (Gueldre)
Pour les articles homonymes, voir Leuven.
Leuven est un hameau situé dans la commune néerlandaise de West Betuwe, dans la province de Gueldre.